# Haploa contigua
Haploa contigua là một loài bướm đêm thuộc phân họ Arctiinae, họ Erebidae.